# Tigranes der Jüngere

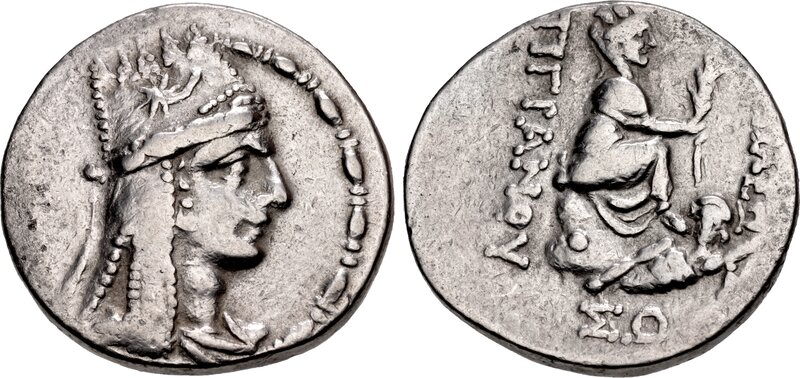
Münze Tigranes’ des Jüngeren

Tigranes der Jüngere war ein im 1. Jahrhundert v. Chr. lebender, aus der armenischen Dynastie der Artaxiden stammender Prinz, der 65 v. Chr. kurzzeitig das Königreich Sophene regierte. Bald danach wurde er vom römischen Feldherrn Gnaeus Pompeius Magnus gefangen und nach Rom überstellt.

## Leben
Tigranes der Jüngere war ein Sohn des armenischen Königs Tigranes II. und dessen Gattin Kleopatra, der Tochter des Königs Mithridates VI. Eupator von Pontos. Nach dem Tod seiner Brüder wurde er als Thronfolger betrachtet und erhielt eine Tiara. 66 v. Chr. ließ er sich von einer Adelsgruppe, die mit Tigranes II. unzufrieden war, gegen seinen Vater aufhetzen. Er heckte ein Komplott gegen seinen Vater aus und musste nach dessen Aufdeckung an den Hof des Partherkönigs Phraates III. flüchten. Dieser verheiratete 66/65 v. Chr. eine seiner Töchter mit dem jüngeren Tigranes. Anschließend fiel der Partherkönig mit seinem neuen Schwiegersohn an der Spitze einer starken Streitmacht in Armenien ein. Tigranes II. zog sich ins Gebirge zurück. Das parthische Heer belagerte die armenische Hauptstadt Artaxata, konnte sie aber nicht einnehmen. Nach einiger Zeit ließ Phraates III. einen Teil seiner Truppen beim jüngeren Tigranes zurück und kehrte mit seiner Hauptmacht in sein Reich zurück. Gegen die überlegene Armee seines Vaters erlitt der jüngere Tigranes eine Niederlage.
Nun überlegte der Armenierprinz, zu seinem Großvater Mithridates VI. zu flüchten. Als er aber von dessen Niederlage und Flucht erfuhr, lief er zum römischen Feldherrn Pompeius über, der gerade gegen Artaxata vorrückte, und diente ihm als Führer. Tigranes II. kapitulierte daraufhin vor dem römischen Feldherrn und durfte den größten Teil seines Reichs behalten. Zu seiner Enttäuschung erhielt der jüngere Tigranes nur das Königreich Sophene als eigenständigen Herrschaftsbereich. Laut dem antiken Kriegshistoriker Appian wurde ihm auch die Landschaft Gordyene unterstellt. Außerdem musste ihn sein Vater als Thronfolger anerkennen.
Indessen fiel der jüngere Tigranes bald bei Pompeius in Ungnade. Die genauen Gründe für diesen Gunstverlust sind unklar. Nach einem Überlieferungszweig kam es dazu, weil er die Herausgabe der in Sophene aufbewahrten Schätze ablehnte, derer sich Pompeius daraufhin gewaltsam bemächtigte und Tigranes II. übergab. Anderer Tradition zufolge verlor der armenische Prinz die Gunst des römischen Feldherrn, weil er ein Attentat auf seinen Vater durchführte und die Parther gegen Pompeius aufbringen wollte. Plutarch, der eine Biographie des Pompeius verfasste, berichtet wiederum, dass der junge Armenier den Römer beleidigt habe. Er sei nämlich zum Abendessen eingeladen worden, habe aber abfällig bemerkt, dass er solche Ehren nicht nur von Pompeius, sondern auch von anderen Römern erhalten könne. Jedenfalls wurde er auf Befehl des Feldherrn gefangen genommen und in Fesseln gelegt.
In der Folge übergab Pompeius den armenischen Prinzen seinem Legaten Quintus Caecilius Metellus Celer zur Bewachung. Oroises, der König des kaukasischen Volks der Albaner, versuchte durch einen Überfall auf Metellus Celer vergeblich, den jüngeren Tigranes zu befreien. Letzterer wurde nach Rom gebracht und beim Triumphzug des Pompeius aufgeführt. Später sei er laut einer Behauptung Appians getötet worden. Nach anderer Überlieferung wurde der jüngere Tigranes hingegen 60 v. Chr. dem Volkstribunen Lucius Flavius übergeben, der ihn in Gewahrsam halten sollte. Nach dem Erhalt einer Bestechungssumme versuchte Publius Clodius Pulcher den Prinzen 58 v. Chr. aus der Haft zu befreien, wobei es zu einem Gefecht in der Via Appia kam. Möglicherweise sind die unterschiedlichen Traditionen durch die Annahme in Einklang zu bringen, dass Pompeius den jüngeren Tigranes nach dem Scheitern von dessen Befreiung hinrichten ließ.